# Parque nacional Homevale
Homevale es un parque nacional en Queensland (Australia), ubicado a 821 km al noroeste de Brisbane y a 
70 km al suroeste de Mackay cerca de Nebo.

## Datos
- Área: 218,00 km²
- Coordenadas: 21°21′25″S 148°28′18″E / -21.35694, 148.47167
- Fecha de Creación: 1995
- Administración: Servicio para la Vida Salvaje de Queensland
- Categoría IUCN: II

Véase también:
- Zonas protegidas de Queensland